# Mattias Falck
Mattias Falck (* 7. září 1991 Karlskrona) je švédský stolní tenista. Je vysoký 191 cm, hraje pravou rukou s evropským držením pálky. Používá pálky značky Yasaka. Je odchovancem BTK Halmstad, od roku 2019 hraje německou bundesligu za Werder Brémy. Jeho nejlepším postavením na světovém žebříčku Mezinárodní federace stolního tenisu bylo sedmé místo.
Na reprezentační úrovni hraje od roku 2010. Startoval na Letních olympijských hrách 2016, kde se švédským týmem skončil ve čtvrtfinále. Získal stříbrnou medaili v soutěži družstev na Evropských hrách 2019. Na Letních olympijských hrách 2020 vypadl v prvním kole dvouhry a byl opět čtvrtfinalistou soutěže družstev.
Na mistrovství světa ve stolním tenise postoupil v roce 2019 do finále dvouhry, kde ho porazil Číňan Ma Lung. Na mistrovství Evropy ve stolním tenise byl ve dvouhře třetí v letech 2020 a 2022. Ve čtyřhře nastupuje s Kristianem Karlssonem. V roce 2021 získali v Houstonu pro Švédsko první titul v této disciplíně od roku 1991. Na evropském šampionátu získali Falck a Karlsson zlato v roce 2022, stříbro v letech 2012 a 2018 a bronz v letech 2015 a 2016. S Matildou Ekholmovou získal Falck stříbrnou medaili ve smíšené čtyřhře na ME v roce 2016. S týmem Švédska byl na světovém šampionátu třetí v roce 2018 a na mistrovství Evropy druhý v roce 2011 a třetí v roce 2019. 
Původně se jmenoval Mattias Karlsson, po sňatku v roce 2018 začal používat příjmení manželky.